# Entre Douro e Vouga
El Entre Douro e Vouga es una subregión estadística portuguesa, parte de la Región Norte y de la Gran Área Metropolitana de Oporto. Limita al norte con el Gran Oporto y el Támega, al este con el Dão-Lafões y al sur y al oeste con el Baixo Vouga. Área: 859 km². Población (2001): 276 814.
Comprende 5 concelhos:
- Arouca
- Oliveira de Azeméis
- Santa Maria da Feira
- São João da Madeira
- Vale de Cambra

- Datos: Q1345149